# Peder
Peder, v minulosti Pedrov nebo také Pididre (maďarsky Péder), je obec v okrese Košice-okolí na Slovensku. Území obce je na slovensko–maďarské státní hranici, která je od intravilánu od obce vzdálena asi 3 kilometry. Obec leží asi 5 kilometrů jihozápadně od Moldavy nad Bodvou. Přes katastrální území obce protéká řeka Bodva (povodí Tisy), jihozápadně od obce se do ní vlévá řeka Ida, poslední levostranný přítok Bodvy na území Slovenska. Při soutoku řek je také nejnižší bod katastrálního území - 180,9 m n.m.

## Historie
První písemná zmínka o Pederu pochází z roku 1275, kde se obec uvádí pod názvem Pudur. V roce 1317 se již zmiňuje i místní kostel. Postupně se vyvinuly dvě obce - Malý a Velký Peder, které později splynuly do jednoho celku. Peder byl jistý čas i sídlem slúžnovského okresu. V uherském geografickém lexikonu z roku 1851 se obec uvádí jako maďarsko–německá se 799 obyvateli. Statistika z roku 1910 vykazovala už jen 388 obyvatel převážně maďarské národnosti.
Po první světové válce připadla obec na základě Trianonské mírové smlouvy Československé republice. V meziválečném období nesla obec jistý čas poslovenčený název Pedrov, ale od roku 1927 se vrátila k původnímu názvu Péder. V listopadu 1938 po Vídeňské arbitráži připadla obec Maďarsku a po druhé světové válce byla znovu přičleněna k Československu. V roce 1948 došlo ke změně názvu na Peder.
Při sčítání obyvatel v roce 2001 žilo v Pederu 382 obyvatel, z toho bylo 310 maďarské, 43 slovenské, 1 české a 28 jiné národnosti.

## Pamětihodnosti
- Reformovaný kostel, dvoulodní románská stavba z druhé poloviny 13. století s pravoúhlým ukončením presbytáře a představenou věží. Nachází se uprostřed obce, obklopen zástavbou. Z románského období pochází kromě obvodových zdí také východní okno v presbytáři. Od 16. století je kostel protestantský. Místní tradice říká, že interiér obsahoval středověkou výmalbu, která však měla být seškrábána v roce 1858. V 19. století byla přistavěna věž s jehlancovou helmicí. Kostel prošel částečnou obnovou v roce 2008.[4]
- Římskokatolický kostel Jména Panny Marie, jednoduchá jednolodní stavba s polygonálně ukončeným presbytářem a představenou věží z roku 1928. Kostel má hladké fasády, věž je ukončena jehlancem.
- Nyormárkayovská kúria.
- Vendéghyovská kúria.